# 30-я артиллерийская бригада
30-я артиллерийская бригада (сокр. 30 абр, в/ч 62048) — тактическое соединение Сухопутных войск Российской Федерации.
Соединение дислоцируется в г. Улан-Удэ и находится в составе 36-й общевойсковой армии.

## История
Соединение создано в декабре 2015 года в составе 36-й общевойсковой армии Восточного военного округа, дислоцированной в Республике Бурятия.
В октябре 2020 года соединению вручили Боевое знамя.
В декабре 2020 года прошёл чин освящения Боевого знамени 30-й артиллерийской бригады. Обряд освящения в Свято-Покровском храме города Улан-Удэ совершил помощник командира соединения по работе с верующими военнослужащими отец Павел.

## Галерея
- Учение 30-й абр с применением САУ 2С19М2 на полигоне Бурдуны 28 июля 2019.
- Учение 30-й абр с применением РСЗО «Ураган» и СПТРК 9П148 17 сентября 2020.